# DeSoto Adventurer
De DeSoto Adventurer is een automodel van het Amerikaanse merk DeSoto dat tussen 1956 en 1960 gebouwd werd. Het model werd geïntroduceerd als een 2-deur coupé. In 1957 kwam er ook een cabriolet-versie en in 1960 ten slotte een 4-deurs sedan. De naam Adventurer werd overgenomen van een conceptauto van het merk.

## Geschiedenis

### 1956
De Adventurer werd in 1956 gelanceerd als een gelimiteerde afgeleide van DeSoto's topmodel, de Fireflite. Van het model zou enkel een 2-deurs coupé verschijnen die enkel in een wit-zwart-goud-kleurenschema beschikbaar was. Onder de motorkap is de Adventurer uitgerust met een Hemi-V8-motor van 320 pk. Uiterlijk is het model aangekleed met een dubbele uitlaat, twee zijspiegels en goudkleurige wieldoppen. Binnen vindt men een radio, een elektrische klok, een bekleed dashboard, voorruitreiniging en onderhuids een verstrekte wielophanging. In dit eerste jaar werden 996 exemplaren aan de man gebracht. De basisprijs was 3680 USD, wat vrij laag was in vergelijking met de concurrentie.

### 1957
Voor 1957 kreeg de Adventurer de nieuwe Forward Look-stijl van het moederconcern Chrysler aangemeten. Hiermee kreeg het model onder andere staartvinnen. Ook verscheen er een cabrioletversie, maar het kleurenschema wijzigde niet. Onderhuids was de motor krachtiger geworden. De V8 leverde nu 345 pk af. Ook de ophanging werd aangepast om het extra vermogen aan te kunnen. Met de verbeteringen steeg de verkoop voor 1957 tot 1950 stuks.

### 1958
Na een kleine face-lift verscheen in januari de DeSoto Adventurer voor 1958. Het model had een nieuwe grille, de Hemi-V8 was vervangen door een mindere V8 en brandstofinjectie werd standaard geïnstalleerd. Dat laatste systeem faalde echter vaak waardoor DeSoto geregeld auto's moest terugroepen. Het werd uiteindelijk vervangen door carburateurs. Verder kampte DeSoto dat jaar met kwaliteitsproblemen met lekken, slechte versnellingsbakken en andere problemen tot gevolg. Nog daarbovenop was er in 1958 een economische neergang. Alles opgeteld hield dit de klanten uit de showroom en de productie van 1958 bleef steken op 423 exemplaren.

### 1959
Voor 1959 kreeg de Adventurer opnieuw een kleine facelift waarbij het model meer kenmerken van het duurdere Chrysler overnam. Naast esthetische ingrepen kreeg de Adventurer ook draaibare kuipstoelen die in- en uitstappen moesten vergemakkelijken. Deze Adventurer deed de verkopen opnieuw stijgen maar met 687 stuks bleven ze nog steeds erg laag.

### 1960
Voor 1960, het laatste jaar, was de Adventurer niet langer een gelimiteerd model maar het topmodel van DeSoto's gamma. De cabriolet werd geschrapt en er verscheen voor het eerst een 4-deur sedan. Nog voor het eerst werd het kleurenpalet fors uitgebreid en was de auto niet enkel in wit, zwart en/of goud beschikbaar. In totaal werden van de Adventurer 11.597 exemplaren gebouwd. Intussen deed het gerucht de ronde dat Chrysler DeSoto ging stopzetten. Omdat de Adventurer bijna identiek was aan de Chrysler Windsor kochten de klanten liever de zekere Chrysler. In 1961 lanceerde DeSoto nog een naamloze DeSoto waarna het merk op het einde van dat jaar inderdaad verdween.